# Silter
Silter is een Italiaanse kaas die geproduceerd wordt in berggebied in de provincie Brescia. Het productiegebied omvat het bergdistrict Valle Camonica en een gedeelte van het bergdistrict Sebino Bresciano en strekt zich uit van het Iseomeer tot de Gaviapas en de Tonalepas.

## Beschrijving
De kaas wordt bereid uit melk van koeien die behoren tot een typisch bergkoeienras. De koeien mogen enkel gevoed worden met gras en hooi, niet met kuilvoer. De kaas ontleent zijn naam aan de "silters", typische rijpingskamers die traditioneel en nog steeds gedeeltelijk gebruikt worden voor de rijping van de kaas. De kaas rijpt er op houten planken gedurende een lange periode bij omgevingstemperatuur. De rijpingsperiode is minstens honderd dagen, maar kan tot twee jaar duren. Aan het einde van de rijpingsperiode heeft hij een stevige, niet erg elastische structuur met kleine tot middelgrote gaten. Het vetgehalte is 27 tot 45% op de droge stof en het vochtgehalte is niet hoger dan 40%.
De kazen zijn cilindervormig met een diameter van 34 tot 40 cm en een hoogte van 8 tot 10 cm. Ze wegen 10 tot 16 kg. Ze zijn met olie ingesmeerd waardoor de harde korst een gele tot bruine kleur heeft. De kaas heeft een zachte smaak, die sterker is naarmate de rijpingstijd langer is.

## Beschermde oorsprongsbenaming
De Silter heeft in september 2015 de status verkregen van beschermde oorsprongsbenaming (BOB; in het Italiaans: DOP) in de Europese Unie.